# Kazimierz Beroński
Kazimierz Beroński, właśc. Kazimierz Paciorek (ur. 4 listopada 1891 w Mołoczkach na Podolu, zm. 27 grudnia 1968 w Krakowie) – polski aktor teatralny, dyrektor teatru. Obsadzany był zazwyczaj w rolach charakterystycznych.

## Życiorys
Był synem Jakuba Paciorka i Karoliny z Twardowskich. Na scenie posługiwał się zawsze nazwiskiem Beroński, które urzędowo przyjął w 1954 roku. Uczęszczał do Akademii Handlowej, Szkoły Dramatycznej M. Przybyłowicza i Szkoły Dramatycznej przy Instytucie Muzycznym pod kierunkiem K. Gabryelskiego (wszystkie trzy w Krakowie). Jego debiut teatralny przypadł na rok 1912 w Sosnowcu na deskach teatru pod dyr. E. Majdrowicza. Potem związał się z zespołem objazdowym S. Turskiego. W latach 1913–1916 grał w Lublinie, 1916–1918 w teatrach krakowskich – Ludowym, Powszechnym i w Teatrze Nowości, a także sporadycznie w Teatrze Miejskim. Ważną rolą w tym czasie był Wołodyjowski w Ogniem i mieczem.
Jesienią 1918 przeniósł się do Przemyśla, gdzie występował do początku marca 1920 m.in. w Weselu. Gościnnie z zespołem tego teatru wyjeżdżał do Kowla (koniec 1919). Potem związany był m.in. w teatrem Tarnowie oraz łódzkim Teatrem Scala. W sezonie 1920/21 występował na deskach białostockiego Teatru Miejskiego. W styczniu 1921 roku został dyrektorem teatru wojskowego w Białymstoku. Z zespołem tego teatru pracował też na Górnym Śląsku. Sam Beroński występował także we lwowskim Teatrze Wodewil, jak również w licznych teatrach objazdowych. Od roku 1922 był dyrektorem „zespołu objazdowego na Kresy Wschodnie”.
Następnie w latach 1922–1923 był związany z Teatrem Objazdowym Zrzeszenia Aktorów Lwowskich, a potem w latach 1923–1924 z krakowską Operetką Nowości. Na występy gościnne wyjeżdżał też indywidualnie do wielu miast całej Polski. Był organizatorem Tournee artystów scen polskich (1924). Z tego okresu kariery Berońskiego najważniejsze są role w spektaklach Maria Stuart J. Słowackiego i Pan Wołodyjowski Sienkiewicza. W latach 1924–1935 występował na prowincji, organizował też spektakle innych artystów. W 1932 wraz z dwojgiem innych aktorów odbył głośny rejs balią z Krakowa do Gdańska. Później grał w Teatrze Miejskim w Płocku (1933/34), krakowskim Teatrze Bagatela (1935–1936), nadal występował także w teatrach objazdowych (1936–1938). Pomagał też aktorom prowincjonalnym, którzy mieli problem ze znalezieniem ról. Podczas wojny grał w jawnych spektaklach w krakowskich teatrach – Starym i Powszechnym. Po wojnie występował ponownie w wielu teatrach: krakowskim T. Kameralnym TUR (1945–1948), w teatrze Białymstoku (1946), Siedem Kotów w Krakowie (1946/47), Teatrze Ziemi Rzeszowskiej (1948/49), Teatrze Ziemi Pomorskiej w Toruniu (1949–1951), Teatrze im. Węgierki w Białymstoku (1950/51), w Teatrze Ziemi Opolskiej (1951–1952).
W roku 1956 związał się na stałe z Teatrem Ludowym w Nowej Hucie. W 1958 po raz pierwszy i ostatni wystąpił w filmie. Była to rola staruszka w autobusie w filmie Kalosze szczęścia. W 1959 roku przeszedł poważną operację (wycięcie prawego oka). Sześć lat później przeszedł na emeryturę. Miał jednak możliwość występowania w teatrze.

## Spektakle teatralne
- Ogniem i mieczem jako Michał Wołodyjowski
- Wesele jako Ksiądz; Wojtek
- 1947: Historia świata jako m.in. Sokrates, Brutus; Majtek
- 1948: Rewizor jako Piotr Iwanowicz Dobczyński (reż. Henryk Barwiński)
- 1949: Balladyna jako lekarz koronny (reż. Maria Leonia Jabłonkówna)
- 1949: Wiosna w Norwegii jako Jacobsen (reż. Stefan Michułowicz)
- 1951: Jacht Paradise jako kapitan (reż. Witold Koweszko)
- 1951: Próba sił jako Kaliski (reż. Bohdan Proskurnicki)
- 1951: Kalinowy gaj jako Archip Wakulenko (reż. Janina Poraska)
- 1952: Wzgórze 35 jako Jan Pyrek (reż. Romana Bohdanowicz)
- 1964: Popioły jako Ksiądz (reż. Andrzej Witkowski)